# Вугільна промисловість США
Вугільна промисловість США за видобутком кам'яного вугілля займає 2-е місце у світі після Китаю (2001) і є одним із основних секторів гірничої промисловості США.

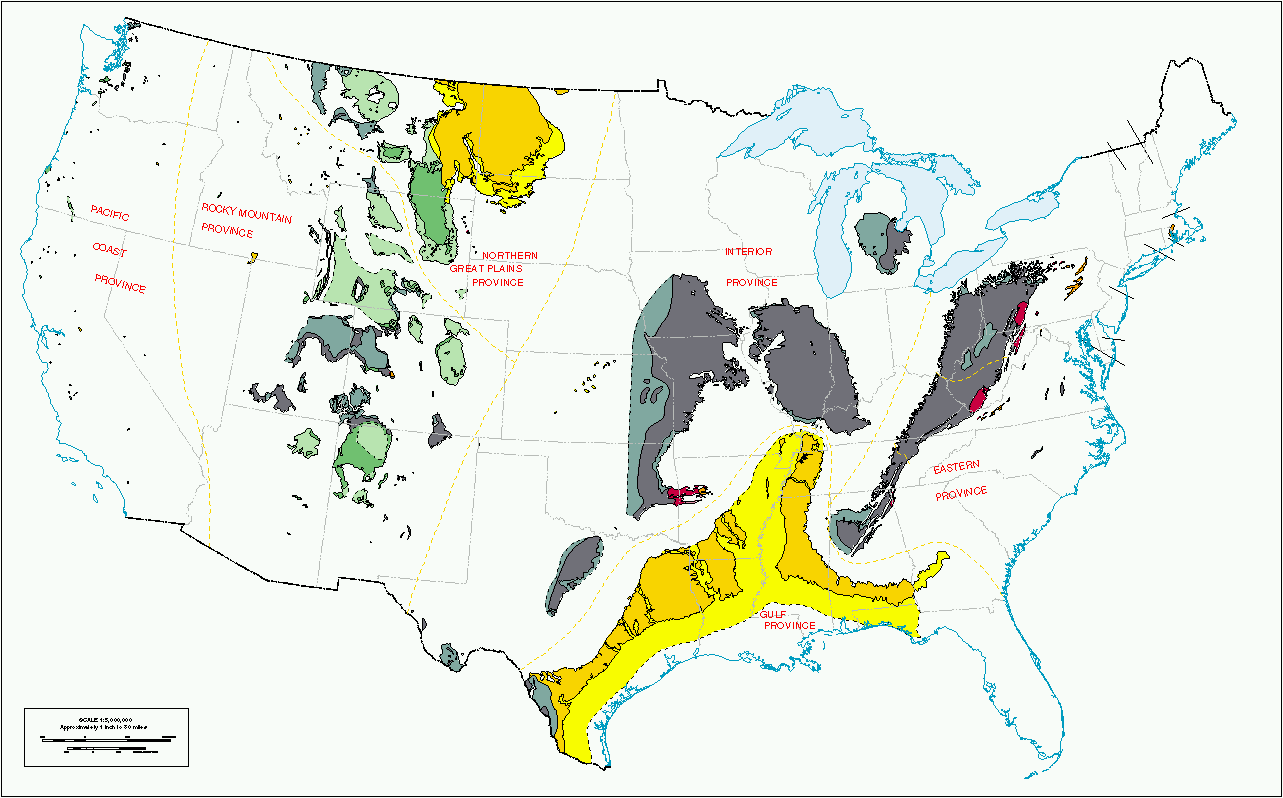
Регіони поширення вугіллі в США.

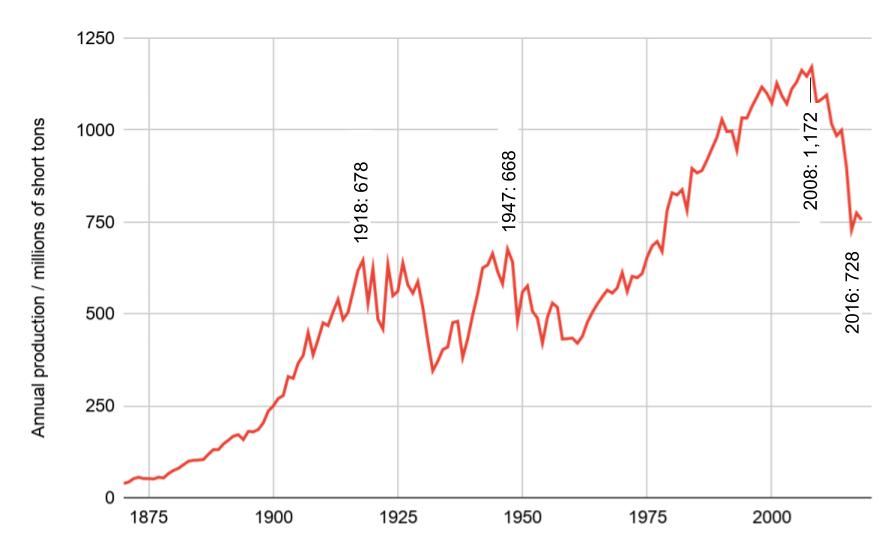
Total US coal production, 1870–2018

## Поклади вугілля в США
США володіють найбільшими у світі підтвердженими запасами вугілля всіх типів. Оцінені сумарні резерви вугілля в США – 3,6 трлн т, в тому числі, придатних для видобутку сучасними методами – 461 млрд т . Кам'яне (бітумінозне) вугілля і антрацити зосереджені у вугільних басейнах східної і центральної частини країни: Аппалачському (штати Пенсильванія, Огайо, Західна Вірджинія, Теннессі, Алабама, східна частина Кентуккі), Іллінойському (штати Іллінойс, західна частина Кентуккі, Індіана), Внутрішньому Західному (штати Айова, Міссурі, Оклахома, Канзас, Небраска) і Пенсильванському (західна частина штату Пенсильванія, антрацити). Басейни з бурим і суббітумінозним вугіллям розташовані в західній частині (штати Північна і Південна Дакота, Вайомінг, Монтана, Юта, Колорадо, Аризона, Нью-Мексико), а також на півдні країни (штати Техас, Арканзас, Міссісіпі, Луїзіана, Алабама). Ряд малоосвоєних басейнів відомі на Алясці, зокрема басейн Лісберн-Колвілл. Основна промислова вугленосність приурочена до відкладів кам’яновугільного (пенсильванського), крейдового і палеогенового віку. Вугільні басейни пов'язані з великими платформними синеклізами (Іллінойський, Внутрішній Західний, Форт-Юніон), передовими прогинами пізніх герцинід (Аппалачський, Пенсильванський) і епіплатформним орогеном (басейни Зах. штатів: Юінта, Сан-Хуан-Рівер, Ґрін-Рівер та інш.). Запаси вугілля в США характеризуються в основному пологим заляганням пластів (середня потужність – близько 1 м) на невеликій глибині, поширеністю на великих площах, стійкістю бічних порід, помірним вмістом води та газу, а також великою різноманітністю типів вугілля і загалом високою їх якістю.
На Алясці найбільший вугільний басейн - Лісберн-Колвілл.

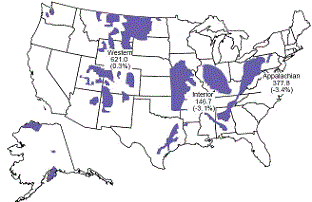
Райони видобування вугілля в США, 2007 (US Enegy Information Administration

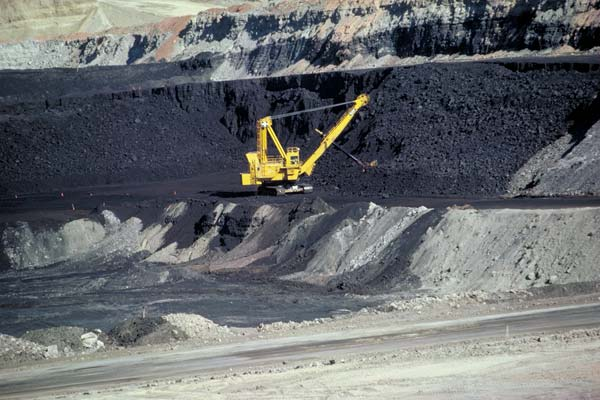
Відкрите видобування вугілля. Вайомінг, США.

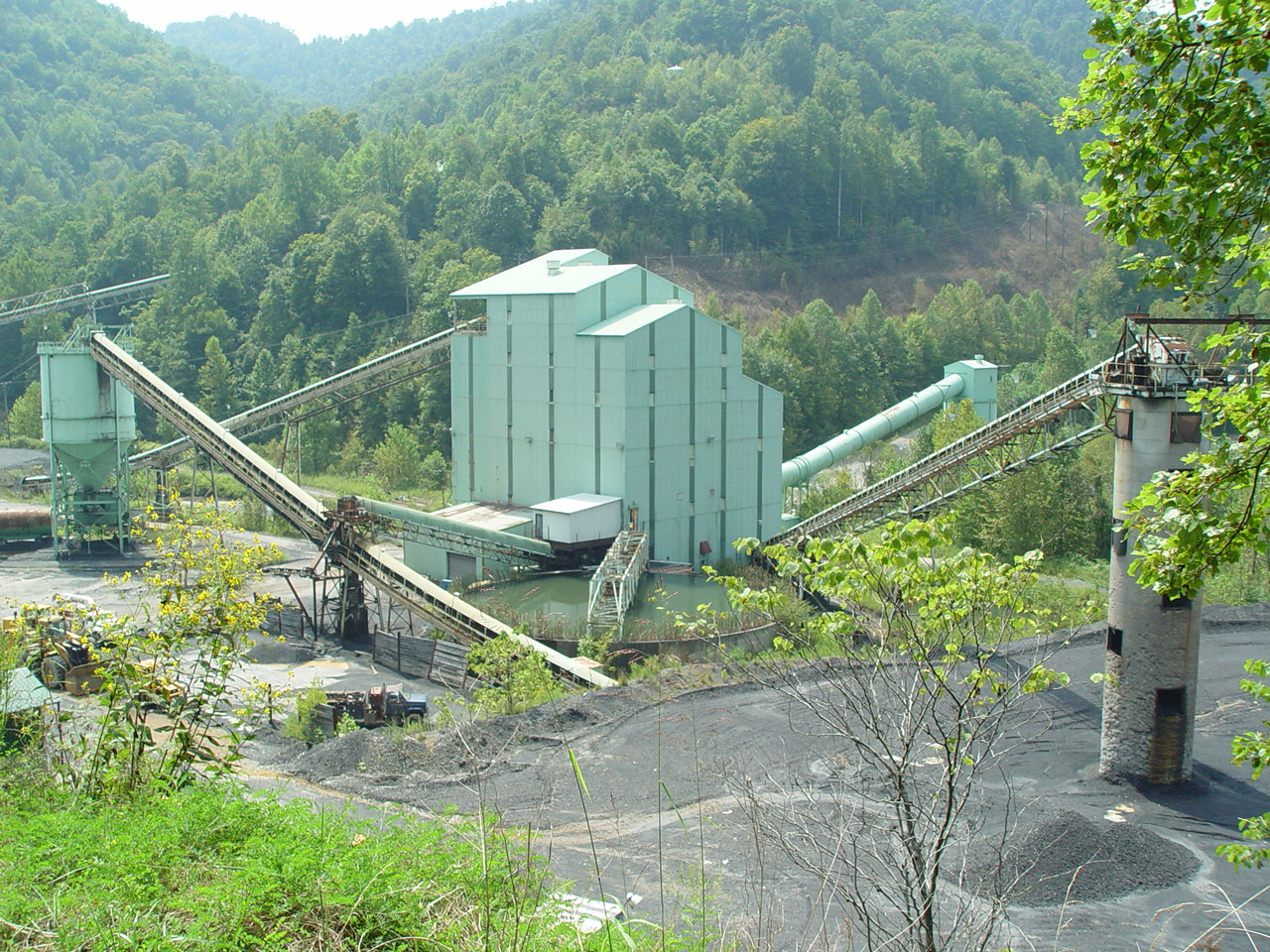
Вуглезбагачувальна фабрика, Кентуккі, США.

## Вугільна промисловість США

### Загальна характеристика
Вугільна промисловість США за видобутком кам. вугілля займає 2-е місце у світі після Китаю (2001). Динаміка видобутку кам’яного вугілля в США (млн т): 1990 – 854; 1994 – 858; 1998 – 936; 1999 – 920; 2000 – 916; 2001 – 899 [Локер С.-Білецький, В., 2000, Лондон; Є.Кіцькі, 2002, Краків]. За оцінками середнє річне зростання видобутку у вугільній промисловості США до 2020 р. становитиме 0,9% [Coal Int. - 2000. - 248, № 5. - Р. 191-193, 195-197].
Вуг. пр-сть США веде свій початок з 60-х рр. 19 ст. У 1920 вугілля становило бл. 80% енергобалансу країни, а в 1993 - лише 19,6%. Видобуток вугілля скоротився з 597 млн т в 1920 до 394 млн т в 1960. Потім внаслідок технологічного переозброєння, що дозволило знизити собівартість вугілля, і в зв'язку з підвищенням цін на нафту в 1970-х роках вуглевидобуток знову зріс до 1029 млн т в 1990, а в 1996 становив 1056 млн т. В 1947 зафіксовано макс. видобуток - 624 млн т, далі він коливався, а з 70-х рр. XX ст. зростав. У кін. 80-х рр. США мали найбільший видобуток вугілля в зах. світі. За всі роки пром. розробки в США видобуто з надр понад 60 млрд т вугілля. В країні діє бл. 3000 вугледоб. компаній, але частка 89 з них становить понад 80% видобутку. Осн. вугледоб. р-ни: штати Кентуккі, Зах. Вірджинія, Вайомінг. Буре вугілля добувають в осн. в штатах Техас і Півн. Дакота, антрацит – в Пенсильванії. У кінці XX ст. діяло бл. 1700 шахт (сер. показник по шахті 187 тис. т на рік). Підземним способом видобувалося бл. 40% вугілля. Розробляються пологі пласти в осн. потужністю понад 1,1 м (сер. потужність бл. 1,6 м) на глиб. до 300 м. Шахти г.ч. негазові. Розкриття шахтних полів в осн. здійснюється штольнями і похилими стовбурами. Переважаюча система розробки камерно-стовпова з обваленням покрівлі. На виїмці вугілля і проходці використовуються коротковибійні комбайни. Виїмка ведеться і комплексами очисного обладнання (бл. 20% видобутку шахт). У кінці XX ст. в США діяло 1660 вугільних кар'єрів, середньорічний видобуток кар'єру становив 290 тис. т. Основні способи збагачення вугілля: відсадка (48%), важкосередовищна сепарація (32%), флотація (5%). Розвиток видобутку вугілля пов'язується зі зростанням споживання його ТЕС.

### Основні показники роботи вугільної промисловості США
Основні показники роботи вугільної промисловості США у в кінці XX ст. (1999) склали (в млн т): видобуток – 992,2; споживання – 944,2, в тому числі для виробництва електроенергії 854,9; запаси на кінець року 163,5; експорт 53,1; імпорт 8,2. По штатах видобуток вугілля склав (в млн т): Алабама – 17,7; Кентуккі, східні райони – 99,6; Меріленд – 3,4; Огайо – 20,4; Пенсильванія – 69,2, в тому числі антрациту 4,4; Теннессі – 2,7; Вірджинія – 28,9; Західна Вірджинія – 141,8; Арканзас менше 50 тис. т; Іллінойс – 36,6; Індіана – 30,8; Канзас – 0,4; Кентуккі, західні райони – 26,8; Луїзіана – 2,7; Міссісіпі менше 50 тис. т; Міссурі – 0,4; Оклахома – 1,5; Техас 48,2; Аляска – 1,5; Аризона – 10,7; Колорадо – 27,2; Монтана - 7,3; Нью-Мексико – 27,0; Північна Дакота – 27,5; Юта – 22,4; Вашингтон – 3,7; Вайомінг – 303,8 [Mining Eng. (USA). - 2000. - 52, 5. - Р. 48-53] .